# 田中緑紅
田中 緑紅（たなか りょっこう、	1891年1月12日‐1969年 4月22日）は大正時代から昭和時代にかけての京都の郷土史家。

## 略歴

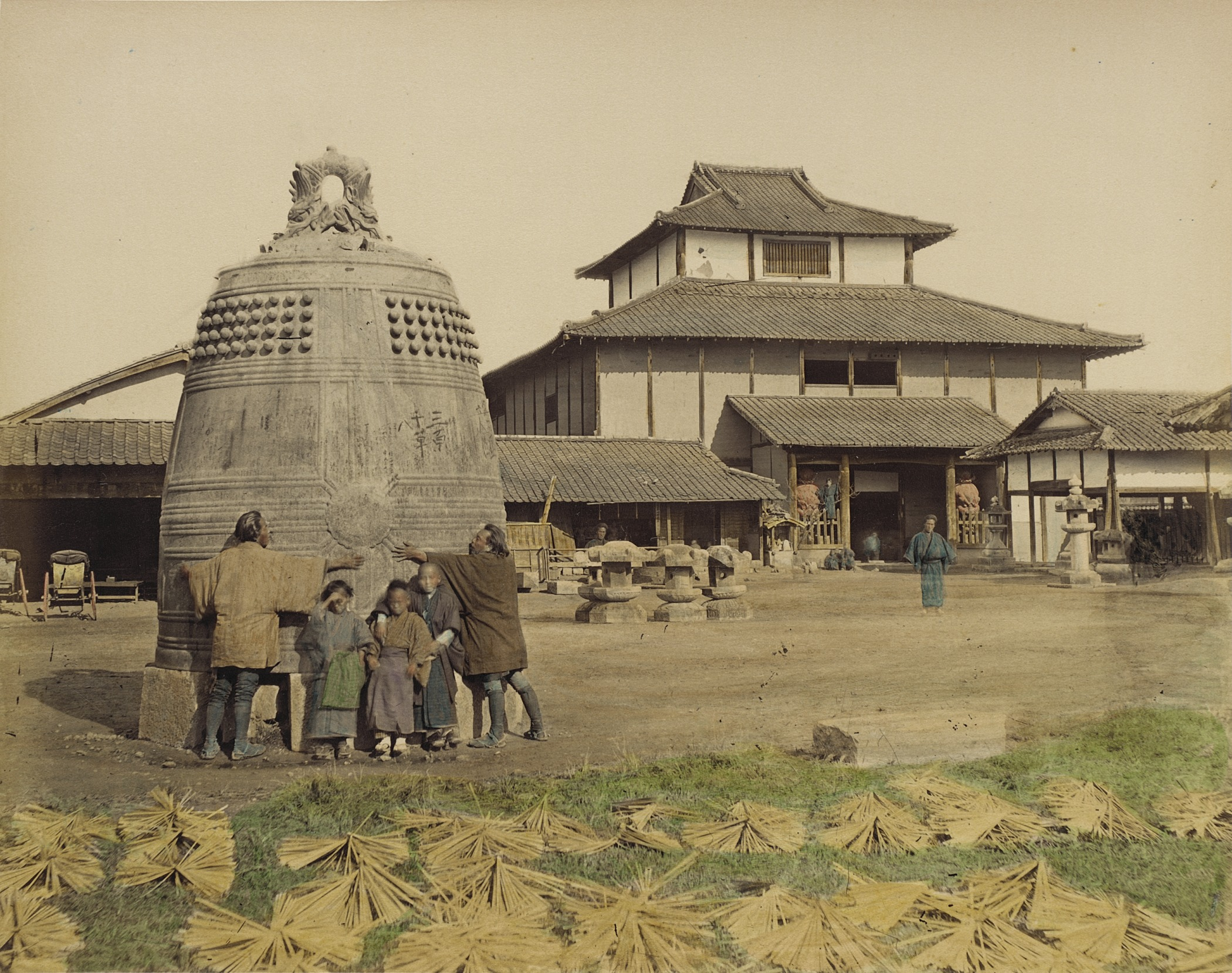
1973年に焼失した方広寺3代目大仏殿（京の大仏）。『緑紅叢書』のうち、『京の京の大仏っあん』で焼失した方広寺大仏及び大仏殿について言及している。『緑紅叢書』は今日失われてしまった事柄への言及も多く、往時を知る上での貴重な史料にもなっている。

京都府京都市において代々九条家の御典医を務める家柄で田中泰輔の子として生まれた。本名は田中俊次。幼時から京都の風俗、伝説などに興味を持ち、市井の郷土史家として京の町々に埋もれた民俗を丹念に発掘している。京都一中終業。1917年には郷土趣味社を創立して、雑誌『郷土趣味』を刊行した。一時、三田平凡寺が主宰した『我楽他宗』に参加、1920年には第十二番柳緑山花紅寺と号している。後に第三番柳緑山花紅寺と号した。また明石国助とともに郷土史、民俗学を研究、50年がかりで執筆にあたった『緑紅叢書』全53冊は京の百科事典ともいわれ、当時の民衆の姿を現代に伝える貴重な資料となった。また、「京を語る会」などを主宰、ここを拠点として講演活動を行ったほか、京都府風致審議会委員を務めている。

## 著書
- 『京のおもかげ（京之面影）』 全5冊  ※1931‐1937年、郷土趣味社・ちどりや刊行
- 『緑紅叢書』全53冊  ※1957年‐1972年、京を語る会刊行